# Mobira Cityman 900
Mobira Cityman 900 được phát hành vào năm 1987 bởi Nokia-Mobira. Nó là một trong những điện thoại nhỏ gọn đầu tiên, khi so sánh với những điện thoại trước đó. Biệt danh của điện thoại này ở Phần Lan là "Gorba". Lý do bởi vì Tổng thống của Liên Xô Mikhail Sergeyevich Gorbachyov đã sử dụng điện thoại Cityman 900 gọi Moskva trong một cuộc họp báo vào tháng năm 1987.

## Thiết kế
Cityman 900 có một tổng trọng lượng là 760g, có kích thước 183 x 43 x 79 mm.